# Nyazeelandvaktel
Nyazeelandvaktel (Coturnix novaezelandiae) är en utdöd fågel i familjen fasanfåglar inom ordningen hönsfåglar. Fågeln hade sitt utbredningsområde var tidigare i Nya Zeeland. Arten är nu utdöd och rapporterades senast 1875. IUCN kategoriserar arten som utdöd.